# Ahar (Verwaltungsbezirk)
Ahar (persisch شهرستان اهر) ist ein Schahrestan in der Provinz Ost-Aserbaidschan im Iran. Er enthält die Stadt Ahar, welche die Hauptstadt des Verwaltungsbezirks ist. 

## Kreise
Der Verwaltungsbezirk gliedert sich in folgende Kreise:
- Zentral (بخش مرکزی)
- Hurand (بخش هوراند)

## Demografie
Bei der Volkszählung 2016 betrug die Einwohnerzahl des Schahrestan 154.530. Die Alphabetisierung lag bei 79 Prozent der Bevölkerung. Knapp 68 Prozent der Bevölkerung lebten in urbanen Regionen.
| Zensusjahr | Einwohnerzahl |
| ---------- | ------------- |
| 2011       | 150.111       |
| 2016       | 154.530       |